# Ulrika Eleonora av Danmark
Ulrika Eleonora av Danmark, också kallad Ulrika Eleonora den äldre, född 11 september 1656 i Köpenhamn, död 26 juli 1693 på Karlbergs slott i Solna, var drottning av Sverige från 1680 till sin död, dotter till Fredrik III av Danmark och Sofia Amalia av Braunschweig-Lüneburg och gift 6 maj 1680 med Karl XI.

## Biografi

### Uppväxt

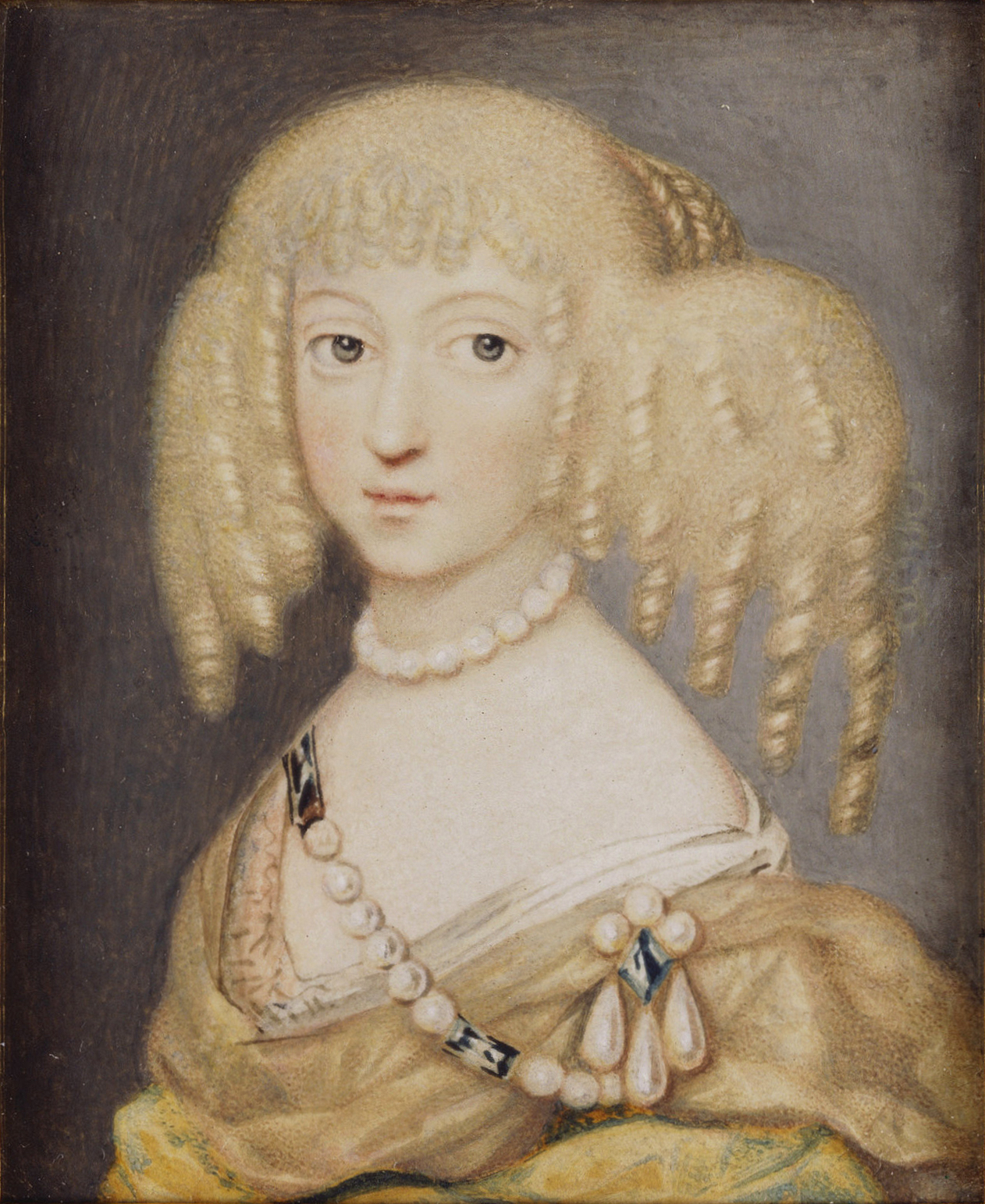
Ulrika Eleonora som ung prinsessa av Danmark, porträtterad av Pierre Signac.

Ulrika Eleonora d.ä. (skrev sig Ulrika Eleonore; hennes tilltalsnamn verkar dock ha varit Eleonora), föddes i Köpenhamn den 11 september 1656 som dotter till danske kungen Fredrik III och hans gemål, Sofia Amalia av Lüneburg.
Redan 1675 framställde svenske ambassadören Nils Brahe Karl XI:s anhållan om Ulrika Eleonoras hand. Änkedrottningen, Sofia Amalia, understödde förslaget, men Kristian V, Ulrika Eleonoras bror och Danmarks dåvarande kung, som först gett sitt samtycke, återtog detta kort därefter då Skånska kriget utbröt. Vid den tidpunkten hade dock trolovningen redan ingåtts, och de ceremoniella trolovningsgåvorna, bland dem förlovningsringen, utväxlats. Ulrika Eleonora ansåg sig fortsatt trolovad, och vägrade att inlåta sig på några andra giftermålsplaner.
Ulrika Eleonora ska redan tidigt ha fått en god uppfattning om Karl XI, och vägrade under kriget att bryta trolovningen, trots att hon fick många andra erbjudanden. Bland de äktenskapskandidater som föreslogs för henne fanns Wilhelm av Oranien och den tysk-romerske kejsaren, och bland dem som föreslogs för Karl XI var Sofia Dorotea av Celle, Maria Anna Josefa av Österrike och Anna av Storbritannien. Under kriget tog hon hand om de svenska krigsfångarna i Danmark och samlade mat, sängkläder och medicin åt dem genom att pantsätta sina egna tillhörigheter, bland annat sin trolovningsring. Hon undvek också att delta i de fester som arrangerades för att fira segrar över Sverige under kriget.
I samband med fredsunderhandlingarna i Lund 1679 återupptogs frågan om ett giftermål mellan Karl XI och Ulrika Eleonora, och ett beslut undertecknades den 26 september 1679 av svenska och danska sändebud. Axel Wachtmeister sändes sedan till Köpenhamn för att fullfölja förhandlingarna, och Johan Gyllenstierna sändes med en formell beskickning för att föra Ulrika Eleonora till Sverige. Vid en av de många offentliga festligheter som hölls för att fira bröllopet, målades hennes och Karl XI:s namn på himmelen med fyrverkerier. Vid det tillfället ska någon ha anmärkt att den vars namn först slocknat skulle dö först, och då hennes namn slocknade först, ska hon ha sagt: "Jag önskar, att tecknet måtte blifva sannspådt, och alt Gud ville bevara mig från den sorgen att öfverlefva min blifvande gemål."
Ulrika Eleonora var populär i Danmark för sin barmhärtighet. Vid avskedet från sin bror Kristian V i Fredriksborg sade hon att hon inte trodde att de skulle träffas igen, men: "emedan jag nu anses som en fredspant mellan Danmark och Sverge, så beder jag Gud om nåd att kunna uppfylla en så härlig bestämmelse; så att mitt uppförande må hjelpa till alt borttaga all fiendskap emellan dessa båda folk och att i stället förbinda dem till evig vänskap och förtrolighet". Hon åtföljdes av sin mor och sina systrar till Helsingör. Endast hennes syster Fredrika Amalia följde henne över sundet, men tog farväl direkt efter landstigningen. Då hon lämnade Helsingör för avfärden till Sverige 4 maj sade hon till den folkmassa som samlats för att ta farväl: "Tack! Av hjärtat tack! Måtte jag ock hädanefter i Danmark bliva ihågkommen med samma ömhet, och måtte Gud gifva mig nåd att leva så, att jag vid den sista skilsmässan må följas av mina undersåtars kärlek!"

### Äktenskap

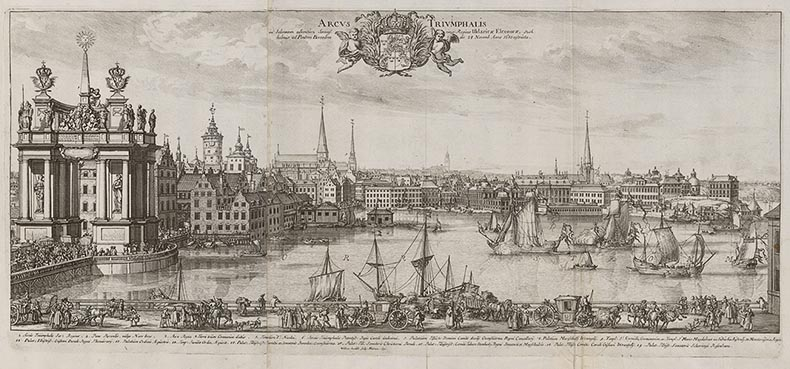
Triumfbåge rest på Norrbro vid drottning Ulrika Eleonoras intåg 1680.

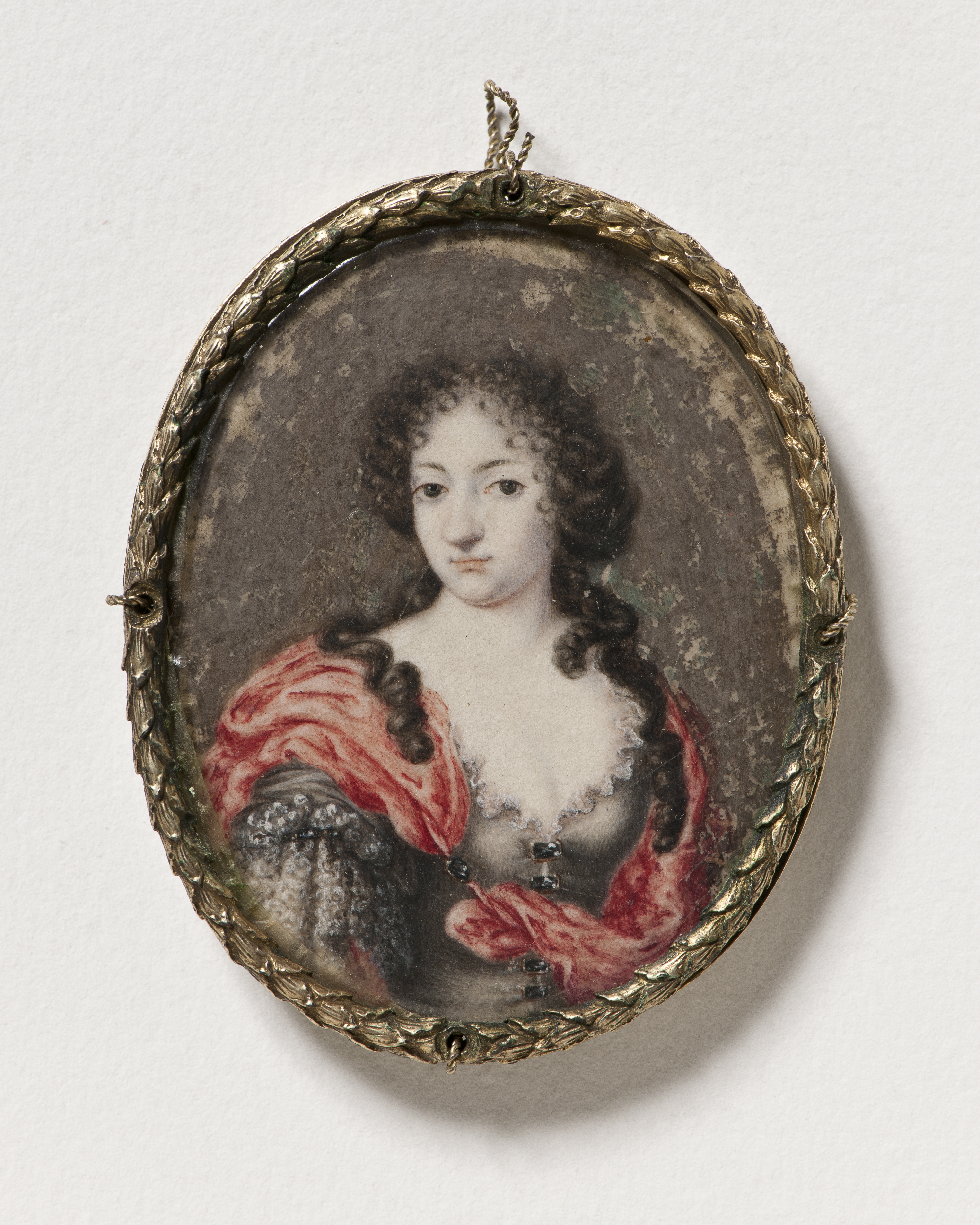
Självporträtt, Nationalmuseum.

Detta giftermål utgjorde en länk i Johan Gyllenstiernas skandinaviska politik. Giftermålskontraktet undertecknades av Karl XI den 6 februari 1680. Karl XI ville uppskjuta giftermålet, men Johan Gyllenstierna tog med bruden, då han efter avslutade underhandlingar återvände till Sverige, och den 4 maj 1680 landsteg Ulrika Eleonora i Helsingborg, där hon hälsades med kanonsalut och välkomnades på stranden av Hedvig Eleonora och det svenska hovet och lokal adel. Hon följde sedan Hedvig Eleonora via Skillinge till Skottorps slott, där de mötte Karl XI.
Av sparsamhetsskäl skulle bröllopet (bilägret) äga rum i Halmstad, men för att undvika franske ambassadören Feuquières, som envisades att vilja vara med, beslöts att vigseln skulle äga rum under stillsamma former på Skottorp slott, tillhörig hovkanslern Frantz Örnestedt, i några få personers närvaro, den 6 maj 1680. Paret var båda klädda i silvertyg.
Äktenskapet var precis som tiden föreskrev ett politiskt motiverat äktenskap, som skulle symbolisera den nyvunna freden mellan Danmark och Sverige. Den 12 maj lämnade hovet Halmstad, varefter Ulrika Eleonora och hovet reste via Jönköping och Vadstena till Örebro, där de åter möttes av Karl XI, som sedan förde dem till Kungsör. Vid ankomsten till Sverige ska Karl XI ha varit avvaktande och Karl XI ska ha frågat Johan Gyllenstierna om denne inte kunde ha gett honom en vackrare gemål, varpå han ska ha fått till svar: "Ers Majestät ska snart få erfara, att i henne bor en ängel".

### Ulrika Eleonoras kröning
När Ulrika Eleonora anlänt till Sverige och bröllopet hade skett, var hon tvungen att vänta flera månader innan hon kunde göra sitt ståtliga intåg i huvudstaden. Under hösten pågick en riksdag som man först ville skulle bli färdig. Drottningen befann sig därför flera månader på olika platser runt huvudstaden, bland annat på Jakobsdal (nuvarande Ulriksdal) utanför Stockholm. När riksdagen avslutats i november var det slutligen dags för drottningen att göra entré i staden inför kröningen. Det satsades betydligt mer på kröningen än vad det gjorts på bröllopet tidigare samma år. Trots rikets dåliga finanser skulle den bli mycket påkostad. Den danska prinsessan Ulrika Eleonora skulle krönas till Sveriges drottning i Storkyrkan i Stockholm. Kröningen skulle gestalta en gift hustrus och drottnings uppgifter vid sidan av sin make. Drottningen skulle trygga kungamaktens framtid, genom att föda tronarvingar till världen. Hon hade på det sättet en avgörande roll i att säkra kungaättens fortsatta maktinnehav.
1680 var dock Ulrika Eleonora en nygift och fortfarande barnlös drottning som skulle visas upp för sitt nya folk. Husfasaderna längs intågsvägen hade smyckats med bonader och tapeter av tyg. En rad tillfälliga monument hade också uppförts längs den kröningsprocessionens väg. Flera tusen personer deltog i intågsprocessionen. Drottningen själv åkte mitt i processionen i en magnifik guld- och silversmyckad vagn, dragen av sex hästar. Efter hennes vagn följde kungens vagn och änkedrottning Hedvig Eleonoras vagn. Dessa vagnar var dock tomma, eftersom kungen och änkedrottningen i själva verket väntade på kungliga slottet. Processionen anlände staden norrifrån, från Jakobsdal via Stallmästargården och in genom norra tullporten. Triumfportar av trä, tyg och papp hade byggts upp, med symboler och texter på latin som på olika sätt beskrev drottningens dygder och egenskaper. Vaksamhet, försiktighet, tålamod, uppriktighet och gudfruktighet var de viktiga dygder som skulle ge både riket och drottningen fred, endräkt, välfärd och ära. Inne i staden, vid Barnhuset (vid nuvarande Drottninggatan) hade en pyramidlik utsmyckning på temat Mons pietatis, Fromhetens berg, uppförts. Högst upp på pyramiden stod fromheten själv i form av en vitklädd kvinna. Flickorna från barnhuset hade klätts för att personifiera olika dygder, som endräkten (concordia), noggrannheten (diligentia), fliten (industria), kyskheten (castitas) och ödmjukheten (humilitas) Barnhuspyramiden var en typisk utsmyckning för en drottningkröning och platsen givetvis väl vald Vid Norrbro fanns ytterligare en triumfport med dygder och sentenser riktade till drottningen. När processionen nått slottet steg drottningen ur sin vagn och möttes av sin svärmor, änkedrottning Hedvig Eleonora. Hon ledde den unga drottningen till rikssalens trappa där kungen stod för att ta emot sin hustru. När kungaparets förenats sköts salut.
Dagen därpå, den 25 november, var det dags för den egentliga höjdpunkten, själva kröningsceremonin. Processionen gick den korta vägen från slottet till Storkyrkan, vägen var täckt med rött kläde. Både kungen och drottningen deltog denna gång, liksom deras regalier som bars från slottet till kyrkan. Fyra rådsherrar bar kungens fyra regalier, medan kungen själv bar kronan på huvudet (eftersom han redan var krönt). Tre andra riksråd bar drottningens regalier, äpplet, spiran och kronan. Drottningen gick under en himmel av tyg. beledsagad av Magnus Gabriel de la Gardie och Sten Bielke. Ulrika Eleonora hälsades välkommen av biskoparna vid kyrkporten och följdes in i kyrkan. Kungen och drottningen tog plats vid koret där två troner ställts upp. Drottningens regalier placerades på altaret medan kungen höll spiran och äpplet i vardera hand. Ärkebiskopen höll i ceremonin. Drottningen leddes fram till altaret och fick kröningsmanteln över sina axlar. Hon smordes med helig olja, vilket var det moment i kröningen som upphöjde drottningens status. Sedan satte hon sig på silvertronen som stod framme vid altaret och tog emot regalierna en efter en. När kronan överräckts till henne utropades hon till drottning av riksmarskalken. Salut sköts över staden och därefter lämnade alla kyrkan och gick i procession tillbaka till slottet. Nu bar drottningen själv regalierna som ett tecken på hennes nyvunna värdighet.

### Ulrika Eleonora som drottning
Ulrika Eleonora beskrivs som gudfruktig, tålig, mild och välgörande. Genom dessa egenskaper blev hon populär hos många. Hennes utseende beskrivs som behagligt utan att vara vackert; hon förde sig enkelt och värdigt. Hon ska ha varit intelligent och intresserad av läsning och konst, särskilt målarkonst. Hon gjorde ett gott intryck på sin omgivning vid sin ankomst till Sverige. 
| ” | Jag har till mitt gemål och maka fått en prinsessa, vilkens person, stora dygder och därutöver flytande angenäma umgänge osägligen hugnar och förnöjer. | „ |
| – Karl XI i ett brev till den gamla drottningen Kristina i Rom., Bengt Liljegren - "Karl XII En biografi" | |   |

Vid en resa mellan Kungsör och Strömsholm inför hennes första ankomst till Stockholm, gick kungens jakt Carolus på grund på Galten i Mälaren mellan Köping och Kungsör. Båten var nära att sjunka, men hon lugnade paniken med orden: "Still, ropa inte så! Om vi skola dö, så är det Guds vilja, och Gud ske hans vilja!"
Hon fick vid sin ankomst en egen hovstat och ett stort underhåll, men gjorde på eget initiativ många inskränkningar i den med argumentet att hon inte ville tynga statens medel, och förklarade också att hon helst av allt inte hade velat ha en egen hovstat utan hade föredragit att dela sin makes. Hon tilldelades sin egen livgeding och underhåll, men avstod från att själv administrera den och överlät dess skötsel på kungens förvaltning. När den danske ambassadören Jens Juel, som hade i uppgift att se till hennes intressen varnade henne för att hon gick för långt i sin självuppoffring och gav bort sin egen frihet, svarade hon: "Då jag icke vill någonting annat än hvad, som är rätt och billigt, så kunna ju konungen och hans ämbetsmän icke motsätta sig mina önskningar, utan att nedsätta sitt eget anseende. För öfrigt hoppas jag, alt denna min eftergifvenhxet skall till fördel för Danmark lätta de andra underhandlingarna". Hon skickade hem nästan hela sin danska uppvaktning till Danmark, och förklarade att hon inte behövde ytterligare assistans av Danmark utan med förtroende överlämnade sina intressen till sin make och sina ministrar.
Ulrika Eleonora saknade allt politiskt inflytande: maken föredrog att diskutera politik med sin mor snarare än med sin hustru. Men det finns dock inga belägg för att han ska ha avfärdat henne med det ofta citerade: "Jag har tagit mig en drottning för att föda barn, inte för att råda mig i mitt regemente."
Hennes äktenskap beskrivs som lyckligt, men hon kom inte överens med sin svärmor, änkedrottning Hedvig Eleonora. Rangtvister och änkedrottningens avsky för allt danskt uppges som anledningar till missämja. Mycket av konflikten grundades förutom att deras familjer var arvfiender i makens uppträdande. Ursprunget i konflikten mellan Ulrika Eleonora och Hedvig Eleonora kom ur rangtvisten vid hennes ankomst till Sverige. När de skulle stiga upp i vagnen tillsammans efter välkomstceremonin i Helsingborg, lämnade Hedvig Eleonora först platsen med högst status, det vill säga den till höger framlänges, åt Ulrika Eleonora. Denna valde dock att sätta sig baklänges med ryggen åt kusken för att visa respekt. Efter detta valde Hedvig Eleonora hädanefter den främsta rangen i alla sammanhang, så som att sitta bredvid Karl vid högtidligheter vid hovet, ta emot utländska sändebud efter Karl med före Ulrika Eleonora, och få sitt namn uppläst i kyrkobönen direkt efter Karl. Karl XI tog sin mors sida i rangtvisten och rättade sig själv efter den, så som då han själv markerade statusen genom att besöka sin mor först och sin maka i andra hand. Till slut upprättade han också ett formellt hovprotokoll, där hans mor fick första status före hans maka. Detta motiverades med att Hedvig Eleonora inte bara var kungens mor utan också rikets före detta regent. Dessutom framförde man att Ulrika Eleonoras egen mor i Danmark, som änkedrottning, hävdade att få plats i rang före sin svärdotter.

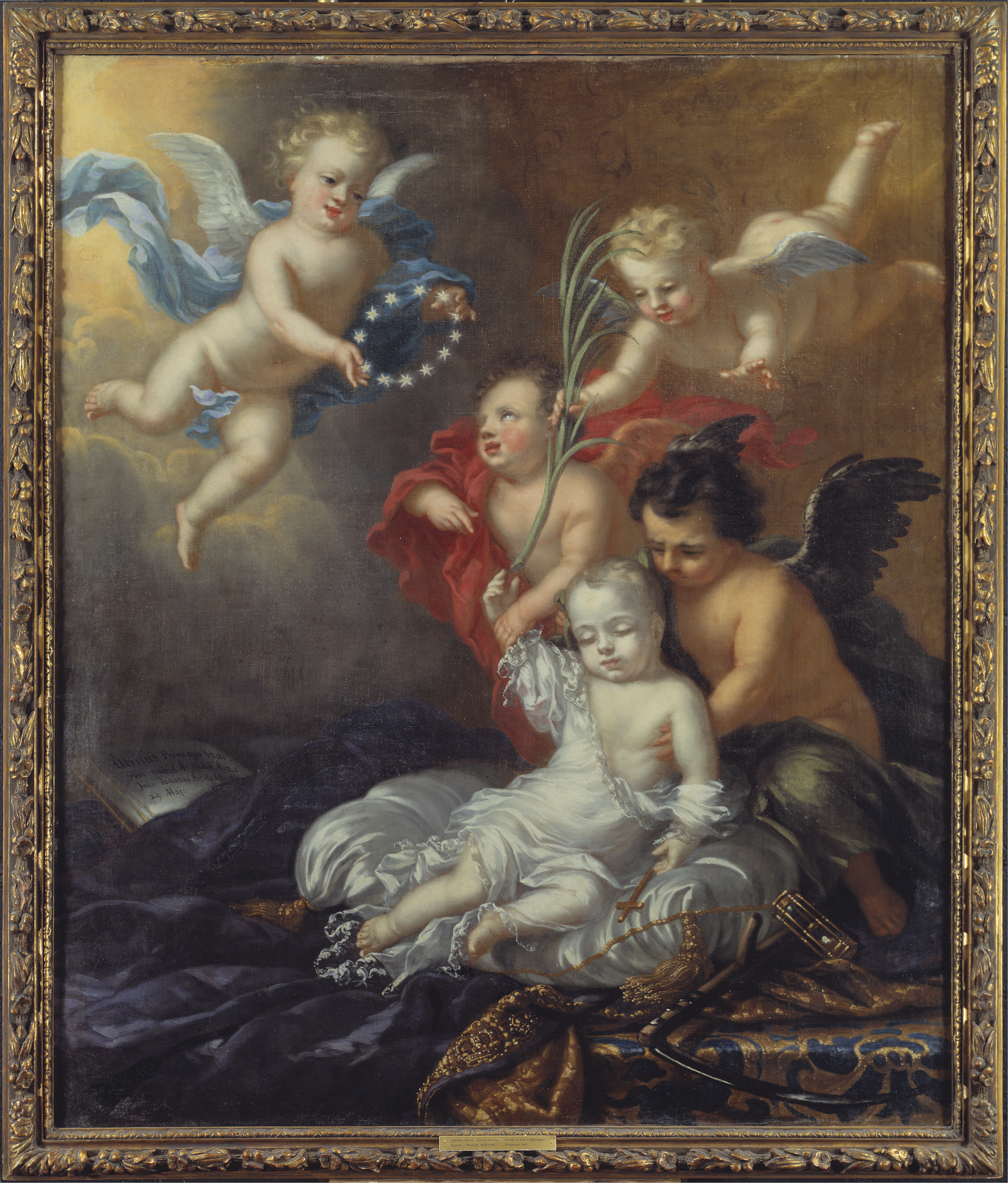
Prins Ulriks död 1685 enligt målning av David Klöcker Ehrenstrahl

På ett personligt plan kom Ulrika Eleonora heller inte överens med sin svärmor. Svärmodern tyckte om spel, som Ulrika Eleonora förväntades delta i. Hon var en dålig spelare, och hon förlorade stora summor som hon hade tänkt använda till sina filantropiska projekt. Vid ett tillfälle vägrade hon att visa svärmodern de ceremoniella ömhetsbetygelserna med orden: "jag kan ej förnedra mig till falska smekningar", och vid ett annat kallade hon rakt på sak svärmodern för sin "äktenskapsdjefvul".
Konflikten kom slutligen till en öppen brytning våren 1686. I juli detta år, när kungen befann sig på inspektionstur, lämnade Ulrika Eleonora Stockholm och bosatte sig med barnen på Uppsala slott, där hon förklarade sig vilja stanna inte enbart över sommaren, utan även under hösten och längre och efter sin väntade förlossning. Orsaken var missnöje med kungen och änkedrottningen, som då tillsammans reste omkring i landet. Karl och Hedvig Eleonora besökte henne där i augusti och försökte förgäves övertala henne att återvända. Först i september, efter att Hedvig Eleonora ensam besökt henne, övertalades hon att återvända till Stockholm. Hon kontaktade senare samma år överhovpredikanten Samuel Wiraenius och bad honom medla. Hon bad honom ta reda på hur kungen motiverade sin vägran att fullgöra sina skyldigheter mot henne, något han och hans mor påstod att de inte behövde motivera, och att han skulle offentliggöra de fel hon enligt han och hans mor hade låtit andra förleda henne till. Inget mer är dock känt om denna konflikt.
Karl XI visade dock senare vilket förtroende han satte till Ulrika Eleonora genom att år 1690 ge henne plats i den eventuella förmyndarstyrelsen för sonen. Han sörjde henne också djupt, då hon, efter en längre sjukdom, avled på Karlbergs slott den 26 juli 1693: han sade vid hennes bår: "Här lämnar jag halva mitt hjärta". Detta ska ha uppfattats som samvetsförebråelser och ånger för den bristande kärleksfullhet han visat under hennes livstid.
Ulrika Eleonora var mycket aktiv inom välgörenhet. Hennes välgörenhet administrerades främst av hennes danska kammarfröken Sophia Amalia Marschalk och överhovmästarinnan Maria Elisabeth Stenbock. Man beräknat att sju åttondelar av hennes underhåll gick till välgörenhet. Hon pantsatte också sina egna tillhörigheter för att finansiera sin verksamhet. Hon gav stöd till reduktionens offer, och köpte många saker av de som fått sin egendom konfiskerad, för att sedan ge dem tillbaka föremålen som gåvor: hon köpte bland annat 1684 Maria Eufrosynes halsband och bordsservis, för att sedan ge denna åt Maria Eufrosynes av fattigdom drabbade dotter. Detta gjordes åtminstone delvis med makens tysta godkännande. Hon donerade 6.000 r:dr till de brandskadade efter branden i Stockholm 1686, och hon köpte också upp säd för att lindra hungersnöden då olika landsändar drabbades av missväxt: så som Finland 1687, Estland 1688, Dalarna 1691, och Ingermanland.
Ulrika Eleonora lämnade inte bara tillfällig hjälp, utan inrättade även varaktiga stiftelser, nämligen ett fattighus på Kungsholmen, det så kallade Drottninghuset vid Johannes kyrka, anlagt efter branden 1686, och ett barnhus vid Karlberg. Kanske stod barnhuset i samband med den där anlagda så kallade "tapetskolan", där det 1680–1690 vävdes tapeter, varav ett antal fortfarande finns i Husgerådskammarens ägo. Drottninggatan i Stockholm fick sitt namn efter hennes intåg i staden 1680. Hon försörjde också ett stort antal personer genom underhåll från sin privata förmögenhet: år 1693 hade hon 17.000 sådana understödstagare. Bland dem fanns ofta konvertiter från andra religioner och personer utsatta för religiös förföljelse, så som hugenotterna från Frankrike. Hon betalade också regelbundet läkarräkningarna för Stockholms fattiga sjuka.
Ulrika Eleonora gav år 1682 i uppdrag åt Johan von Hoorn och Urban Hjärne att organisera den svenska förlossningskonsten, som då låg efter andra länder i det avseendet, men projektet var inte färdigt vid hennes död och blev aldrig fullbordat. Hennes välgörenhet var så väl känd att hon fick ansökningar från hela landet. Hennes sista handling var ett understöd åt en utblottad tiggare och hans familj, en betalning som utfärdades 21 juli 1693; fem dagar före hennes död. 
Sedan hennes hälsa från 1688 alltmer försvagats, kunde hon sällan deltaga i yttre förströelser och representation utan förde ett tillbakadraget liv, mest på Kungsör och Karlbergs slott: en resa hon hade planerat för att hälsa på sin familj i Danmark samma år fick ställas in. Barnens uppfostran och välgörenhet tog största delen av hennes tid i anspråk. Ulrika Eleonora fick sju barn, av vilka endast tre, prins Karl (sedermera Karl XII) samt prinsessorna Hedvig Sofia och Ulrika Eleonora, överlevde henne.

### Död och eftermäle
Bara några år efter det att Ulrika Eleonora kommit till Sverige kom tecken att hennes hälsa var undergrävd. Hon hade svårt att uthärda det hårda klimatet och blev lätt ansatt av "flusser i huvudet och ansiktet". Långa tider var hon sängliggande med feber och värk i sidan. Till sjukdomen kom själsliga lidanden vållade av konflikten med svärmodern.
Ulrika Eleonora drabbades cirka 1690 av en odiagnostiserad sjukdom, som bedömdes som dödlig och gjorde att hon allt oftare tvingades tillbringa veckor i sängen. Från våren 1693 kunde hon inte längre gå. Läkarna ordinerade resor till de varma baden i Tyskland, men Ulrika Eleonora svarade bara att hon var lika mycket i Guds hand i Sverige som i Tyskland, och gav i stället respengarna till de fattiga.
Vid sin dödsstund bad hon sina barn att inte vara högfärdiga utan tänka på att de fanns till för andra och för att använda sin ställning till goda ändamål, att undvika smicker och stolthet, att aldrig sätta tilltro till skvaller och, om de fick höra sådant, kalla till sig den som förtalades, och tro på dess förklaring som den sanna. Hennes sista önskan av maken var att han skulle visa mildhet, särskilt mot reduktionens offer. Hon ska ha räknat upp alla de offer för reduktionen hon kunde komma ihåg, och för varje gång begärt att han skulle visa just den personen mildhet med orden: loben Sie mir das? Hon begärde också att begravningen skulle bli enkel och pengarna i stället gå till de fattiga.
Vid hennes död kommenterade grevinnan De la Gardie: "Jag tror inte att någon kunglig person blivit så sörjd som H.M. Här är allmän gråt och jämmer, och alla människor gå sorgklädda, så att i hela staden finns knappt en enda aln svart tyg mer att köpa". Karl XI själv var otröstlig. "Här lämnar jag mitt halva hjärta", sade han när han skildes från den döda. I sin almanacka skrev kungen: "1693 den 26 juli om onsdags-afton kl. emellan 7 och 8 behagade den aldrahögsta Guden hädankalla ifrån denna usla världen till sig uti det eviga livet min älskeliga, kära gemål, den stormäktigsta drottning, Drottning Ulrika Eleonora, nu mera salig hos Gud. Jag haver mist en gudfruktig, dygdesam och kär drottning och maka, mig till stor olycka och sorg. Gud tröste mig och bevare Hennes Maj:t Änkedrottningen och mina tre barn, i sorg efterlämnade!"
Det finns en gammal berömd legend om hennes lit-de-parade. När Ulrika Eleonora låg död på Karlbergs slott, fick hon besök av sin överhovmästarinna, Maria Elisabeth Stenbock, som släpptes in i rummet för att ta farväl av hennes kvarlevor i enskildhet. Den tjänstgörande kaptenen Stormcrantz påstod att han därefter såg in genom nyckelhålet, och att han då hade sett Stenbock och Ulrika Eleonora stå vid fönstret och tala med varandra. I samma stund var Stenbock och den vagn hon kommit med borta. Stormcrantz fick en sådan svår chock av synen att han började hosta blod och kort därpå avled. När saken undersöktes, upptäckts det att Stenbock omöjligen kunde ha avlagt ett sådant besök, eftersom hon vid den tidpunkten själv låg svårt sjuk i Stockholm: hon avled kort därpå. Karl XI gav order om att denna historia inte skulle omnämnas mer.
En mörk höstnatt fördes den döda på en kunglig jakt genom Karlbergskanalen till sitt sista vilorum i Riddarholmskyrkan. I förstäven stod riksmarskalken med sin stav och vid rodret generalamiralen Hans Wachtmeister. Vid stranden höll livgardet och Stockholms borgerskap vakt med sänkta bardisaner, omlindade med svart flor. Karl, som följt den döda ned till jakten, mötte liktåget i kyrkdörren. Där inne lystes frid vid båren av biskop Haquin Spegel, samme man som 13 år tidigare vigt Ulrika Eleonora och Karl XI.
I trots mot hennes önskan blev begravningen mycket påkostad. Karl XI lät dock samtidigt betala ut samma belopp som begravningskostnaden till de fattiga. Han lät förklara två års offentlig hovsorg. När de två åren utgick 1695, utsattes han för press från många håll att gifta om sig, och medlemmar av de styrande dynastierna i Württemberg, Mecklenburg-Güstrow, Eisenach och Bayreuth föreslogs. Han vägrade dock att ingå något nytt äktenskap. 
Ulrika Eleonora har i svensk historia fått ett mycket gott eftermäle, ett omdöme som exemplifierades av historiken Frans Ferdiand Carlsons ord: "sällan har en älskligare varelse prytt en kungatron. Hon tänkte på alla utom sig själv".

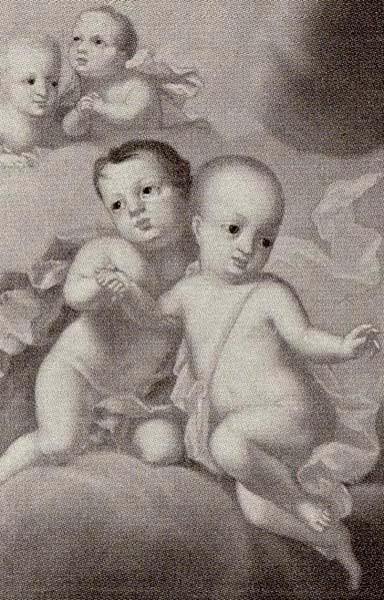
Gustav, Ulrik, Fredrik och Carl Gustav, Ulrika Eleonoras söner - detalj ur en samtida släktmålning

## Barn
1. Hedvig Sofia (1681–1708), gift 1698 med Fredrik IV av Holstein-Gottorp (se även Holstein-Gottorpska ätten)
2. Karl XII (1682–1718), kung av Sverige 1697–1718
3. Gustav (1683–1685)
4. Ulrik (1684–1685)
5. Fredrik (1685–1685)
6. Karl Gustav (1686–1687)
7. Ulrika Eleonora (1688–1741), regerande drottning 1718–1720, gift 1715 med Fredrik I

## Anfäder
|                            |  |  |  |  |  |  |  |                                       |  |  |  |  |  |  |  |                                   |  |  |  |  |  |  |  | Fredrik II av Danmark                 |
|                            |  |  |  |  |  |  |  |                                       |  |  |  |  |  |  |  |                                   |  |  |  |  |  |  |  |                                       |
|                            |  |  |  |  |  |  |  |                                       |  |  |  |  |  |  |  | Kristian IV av Danmark            |  |  |  |  |  |  |  |                                       |
|                            |  |  |  |  |  |  |  |                                       |  |  |  |  |  |  |  |                                   |  |  |  |  |  |  |  |                                       |
|                            |  |  |  |  |  |  |  |                                       |  |  |  |  |  |  |  |                                   |  |  |  |  |  |  |  | Sofia av Mecklenburg                  |
|                            |  |  |  |  |  |  |  |                                       |  |  |  |  |  |  |  |                                   |  |  |  |  |  |  |  |                                       |
|                            |  |  |  |  |  |  |  | Fredrik III av Danmark                |  |  |  |  |  |  |  |                                   |  |  |  |  |  |  |  |                                       |
|                            |  |  |  |  |  |  |  |                                       |  |  |  |  |  |  |  |                                   |  |  |  |  |  |  |  |                                       |
|                            |  |  |  |  |  |  |  |                                       |  |  |  |  |  |  |  |                                   |  |  |  |  |  |  |  | Joakim Fredrik av Brandenburg         |
|                            |  |  |  |  |  |  |  |                                       |  |  |  |  |  |  |  |                                   |  |  |  |  |  |  |  |                                       |
|                            |  |  |  |  |  |  |  |                                       |  |  |  |  |  |  |  | Anna Katarina av Brandenburg      |  |  |  |  |  |  |  |                                       |
|                            |  |  |  |  |  |  |  |                                       |  |  |  |  |  |  |  |                                   |  |  |  |  |  |  |  |                                       |
|                            |  |  |  |  |  |  |  |                                       |  |  |  |  |  |  |  |                                   |  |  |  |  |  |  |  | Katarina av Brandenburg-Küstrin       |
|                            |  |  |  |  |  |  |  |                                       |  |  |  |  |  |  |  |                                   |  |  |  |  |  |  |  |                                       |
| Ulrika Eleonora av Danmark |  |  |  |  |  |  |  |                                       |  |  |  |  |  |  |  |                                   |  |  |  |  |  |  |  |                                       |
|                            |  |  |  |  |  |  |  |                                       |  |  |  |  |  |  |  |                                   |  |  |  |  |  |  |  | Wilhelm d.y. av Braunschweig-Lüneburg |
|                            |  |  |  |  |  |  |  |                                       |  |  |  |  |  |  |  |                                   |  |  |  |  |  |  |  |                                       |
|                            |  |  |  |  |  |  |  |                                       |  |  |  |  |  |  |  | Georg av Braunschweig-Lüneburg    |  |  |  |  |  |  |  |                                       |
|                            |  |  |  |  |  |  |  |                                       |  |  |  |  |  |  |  |                                   |  |  |  |  |  |  |  |                                       |
|                            |  |  |  |  |  |  |  |                                       |  |  |  |  |  |  |  |                                   |  |  |  |  |  |  |  | Dorothea av Danmark                   |
|                            |  |  |  |  |  |  |  |                                       |  |  |  |  |  |  |  |                                   |  |  |  |  |  |  |  |                                       |
|                            |  |  |  |  |  |  |  | Sofia Amalia av Braunschweig-Lüneburg |  |  |  |  |  |  |  |                                   |  |  |  |  |  |  |  |                                       |
|                            |  |  |  |  |  |  |  |                                       |  |  |  |  |  |  |  |                                   |  |  |  |  |  |  |  |                                       |
|                            |  |  |  |  |  |  |  |                                       |  |  |  |  |  |  |  |                                   |  |  |  |  |  |  |  | Ludvig V av Hessen-Darmstadt          |
|                            |  |  |  |  |  |  |  |                                       |  |  |  |  |  |  |  |                                   |  |  |  |  |  |  |  |                                       |
|                            |  |  |  |  |  |  |  |                                       |  |  |  |  |  |  |  | Anna Eleonora av Hessen-Darmstadt |  |  |  |  |  |  |  |                                       |
|                            |  |  |  |  |  |  |  |                                       |  |  |  |  |  |  |  |                                   |  |  |  |  |  |  |  |                                       |
|                            |  |  |  |  |  |  |  |                                       |  |  |  |  |  |  |  |                                   |  |  |  |  |  |  |  | Magdalena av Brandenburg              |
|                            |  |  |  |  |  |  |  |                                       |  |  |  |  |  |  |  |                                   |  |  |  |  |  |  |  |                                       |

## Bilder

Allegori över konung Karl XI:s och drottning Ulrika Eleonoras förmälning av David Klöcker Ehrenstrahl 1692, Nationalmuseum.
Emaljmålning av Ulrika Eleonora, 1690.
Ulrika Eleonora, 1680 Livrustkammaren.
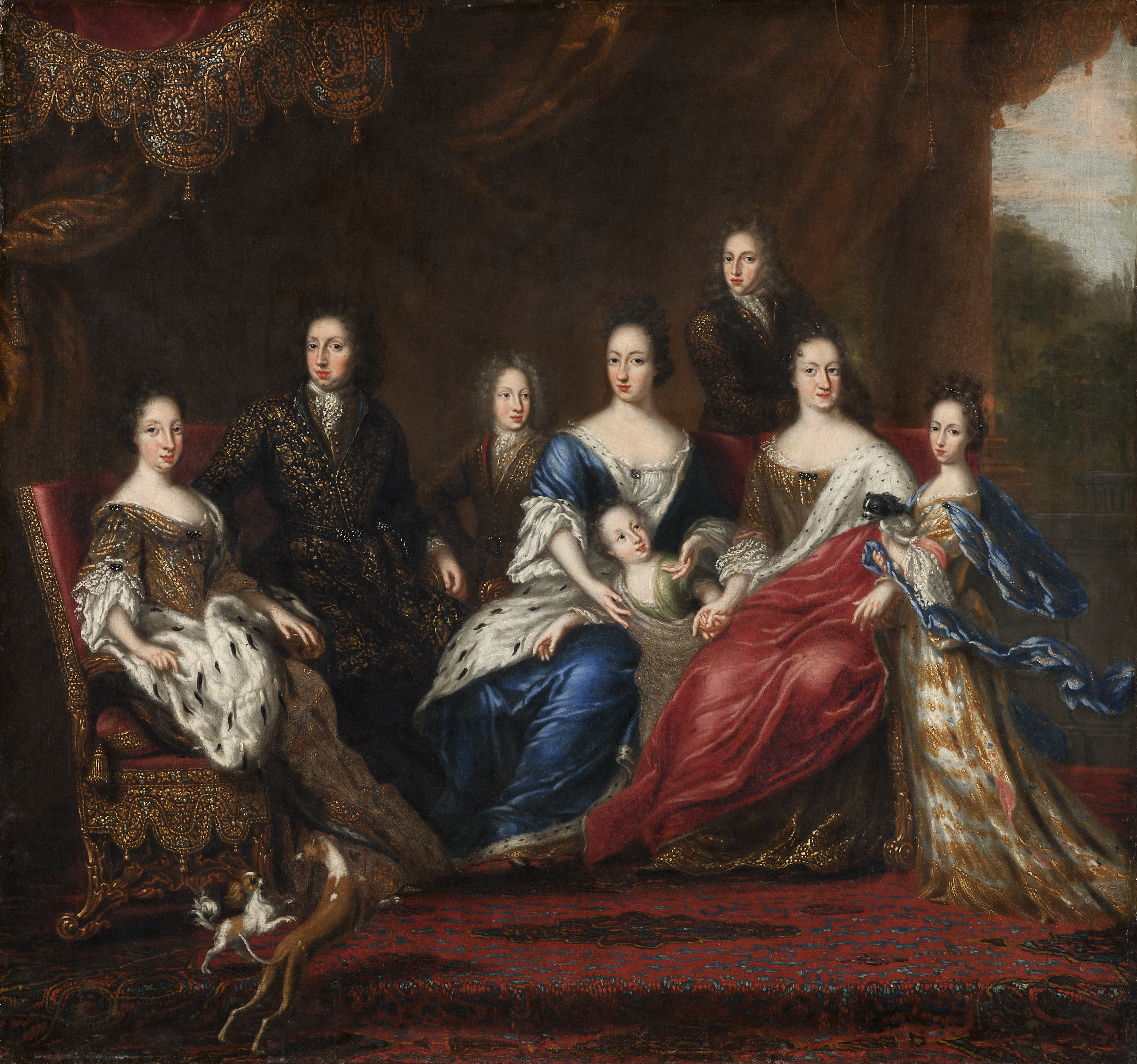
Från vänster änkedrottning Hedvig Eleonora, Karl XI, Karl XII, Ulrika Eleonora d.ä., Ulrika Eleonora d.y., Fredrik IV av Holstein Gottorp, Fredrika Amalia av Holstein Gottorp och Hedvig Sofia. Konstnär David Klöcker Ehrenstrahl, 1690-tal.
Ulrika Eleonora den äldres signet.
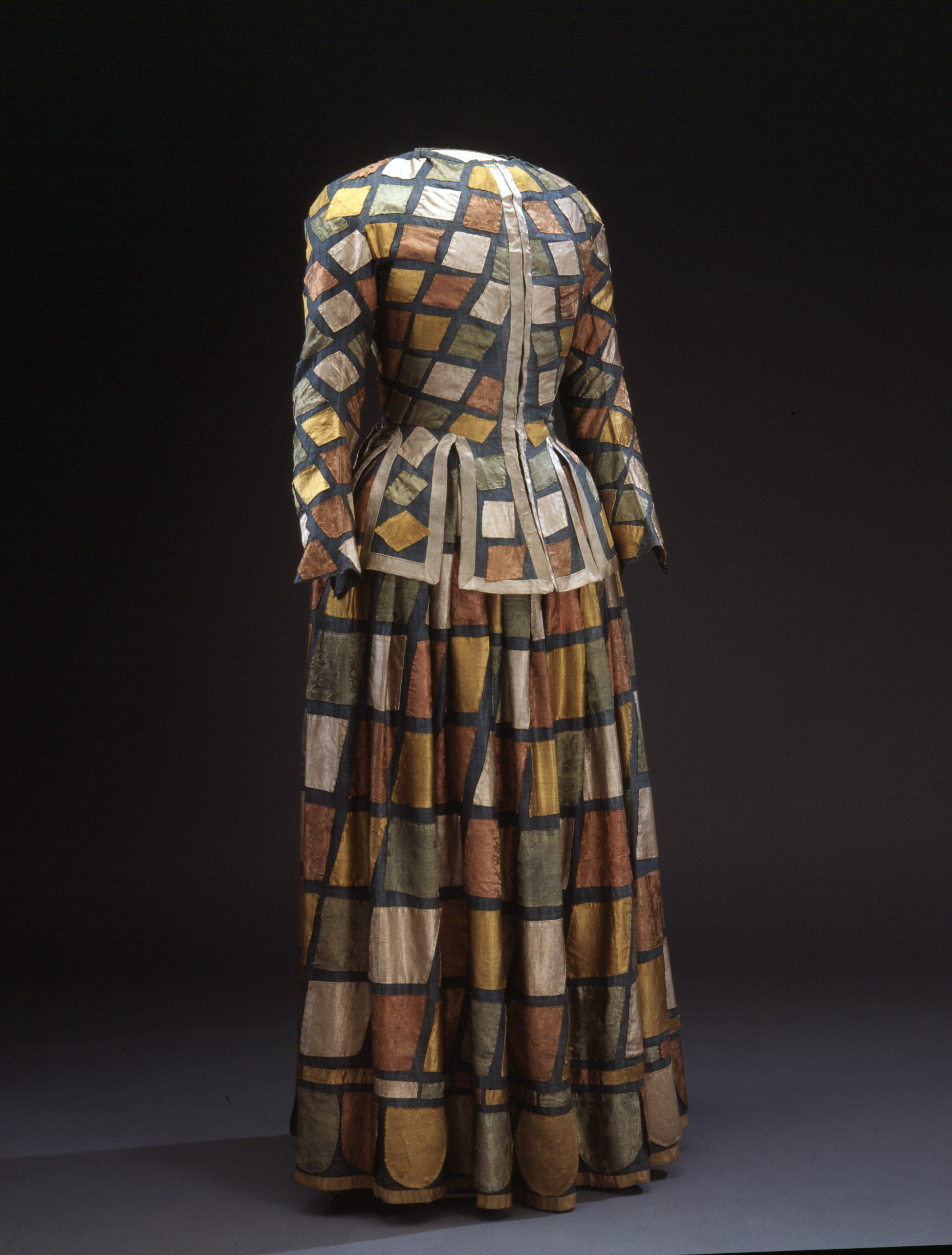
Harlekinadräkt troligen buren av Ulrika Eleonora d. ä. på maskerad, Livrustkammaren.
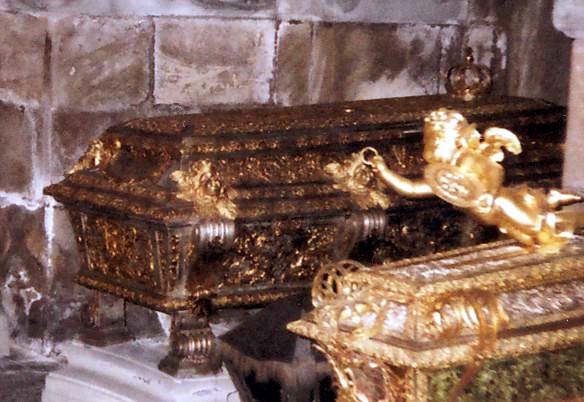
Ulrika Eleonoras kista i Riddarholmskyrkan.